# Moquilea
Genre
Classification APG III (2009)
Synonymes
- Dahuronia Scop.
- Licania Aubl.
- Licania sect. Moquilea (Aubl.) Prance
- Licania subg. Moquilea (Aubl.) Prance[1]

Moquilea est un genre de plantes à fleurs de la famille des Chrysobalanaceae. Ce sont des arbres d'origine néotropicale, comptant environ 58-96 espèces, et dont l'espèce type est Moquilea guianensis Aubl..

## Protologue

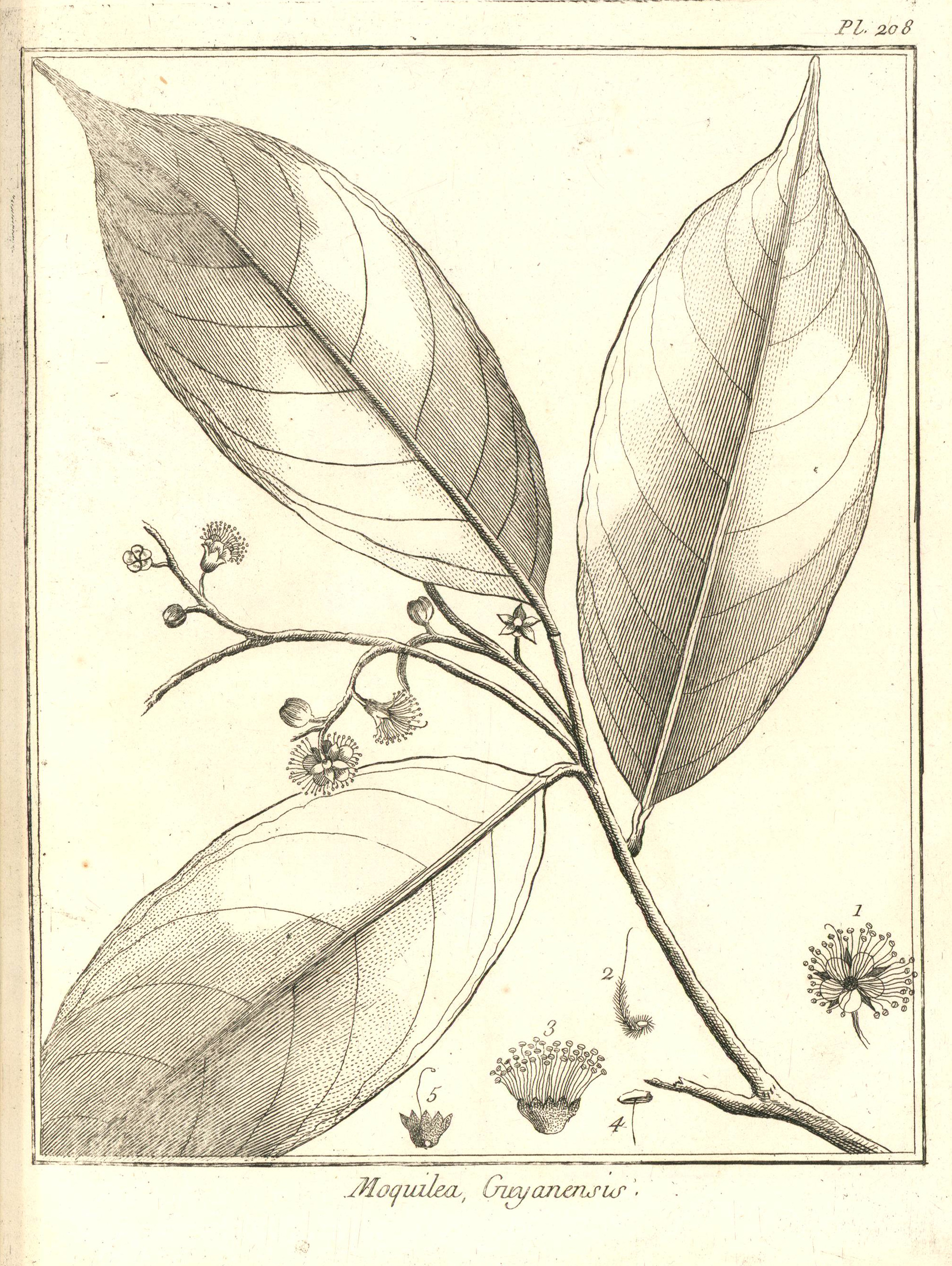
Moquilea guianensis : Planche 208 accompagnant la description du genre Moquilea par Aublet (1775)
Planche 208. - 1. Fleur épanouie. - 2. Ovaire. Style. Stigmate. - 3. Calice ouvert. Étamines. - 4. Étamine ſéparée. - 5. Calice ouvert. Piſtil.

En 1775, le botaniste Aublet propose le protologue suivant : 
« MOQUILEA. (Tabula 208.)
CAL. Perianthium monophyllum, turbinatum, concavum, quinque-dentatum, denticulis acutis, intùs villoſum. 
COR. Pet à la quinque, alba, ſubrotunda, in orbem expanſa, calici intrà diviſuras inſerta. 
STAM. Filamenta numeroſa, (40), tenuia, corollâ longiora. Antheræ oblongæ, obtuſæ, biloculares, verſaliles, infrà petala calici inſertæ. 
PIST. Germen unicum, hirſutum. Stylus lateralis, longitudine filamentorum, infernè villoſus, ſupernè incurvus, glaber. Stigma obtuſum. 
PER. . . . 

SEM. . . . »
— Fusée-Aublet, 1775.

## Liste d'espèces
Selon GBIF (15 janvier 2022) :
- Moquilea angustata (Prance) Sothers & Prance
- Moquilea anneae (Prance) Sothers & Prance
- Moquilea araneosa (Taub.) Sothers & Prance
- Moquilea belloi (Prance) Sothers & Prance
- Moquilea boliviensis (Prance) Sothers & Prance
- Moquilea brittoniana (Fritsch) Sothers & Prance
- Moquilea cabrerae (Prance) Sothers & Prance
- Moquilea cariae (Cardozo) Sothers & Prance
- Moquilea cecidiophora (Prance) Sothers & Prance
- Moquilea celiae (Prance) Sothers & Prance
- Moquilea chiriquiensis (Prance) Sothers & Prance
- Moquilea chocoensis (Cuatrec.) Sothers & Prance
- Moquilea corniculata (Prance) Sothers & Prance
- Moquilea dodsonii (Prance) Sothers & Prance
- Moquilea durifolia (Cuatrec.) Sothers & Prance
- Moquilea egleri (Prance) Sothers & Prance
- Moquilea espinae (Prance) Sothers & Prance
- Moquilea fasciculata (Prance) Sothers & Prance
- Moquilea filomenoi (Prance) Sothers & Prance
- Moquilea floribunda Benth., 1840
- Moquilea fritschii (Prance) Sothers & Prance
- Moquilea gentryi (Prance) Sothers & Prance
- Moquilea gonzalezii (Miranda) Sothers & Prance
- Moquilea grandibracteata (Prance) Sothers & Prance
- Moquilea guatemalensis (Lundell) Sothers & Prance
- Moquilea guianensis Aubl.
- Moquilea hedbergii (Prance) Sothers & Prance
- Moquilea hypoleuca Miq., 1846
- Moquilea imbaimadaiensis (Prance) Sothers & Prance
- Moquilea inaequalis Poepp. ex Fritsch
- Moquilea jaramilloi (Prance) Sothers & Prance
- Moquilea kallunkiae (Prance) Sothers & Prance
- Moquilea klugii (Prance) Sothers & Prance
- Moquilea leucosepala (Griseb.) R.O.Williams
- Moquilea longicuspidata (Prance) Sothers & Prance
- Moquilea longipedicellata (Ducke) Sothers & Prance
- Moquilea longipetala (Prance) Sothers & Prance
- Moquilea magnifructa Sothers & Prance
- Moquilea maranhensis (Prance) Sothers & Prance
- Moquilea maritima (Prance) Sothers & Prance
- Moquilea megalophylla (Prance) Sothers & Prance
- Moquilea minutiflora Sagot
- Moquilea montana (Prance) Sothers & Prance
- Moquilea palcazuensis (Prance) Sothers & Prance
- Moquilea parilla Steud., 1841
- Moquilea platypus Hemsl.
- Moquilea pyrifolia (Griseb.) R.O.Williams
- Moquilea salicifolia (Cuatrec.) Sothers & Prance
- Moquilea salzmannii Hook.fil.
- Moquilea silvatica (Glaziou ex Prance) Sothers & Prance
- Moquilea subarachnophylla (Cuatrec.) Sothers & Prance
- Moquilea tachirensis (Prance) Sothers & Prance
- Moquilea tambopatensis (Prance) Sothers & Prance
- Moquilea tomentosa Benth.
- Moquilea unguiculata (Prance) Sothers & Prance
- Moquilea vasquezii (Prance) Sothers & Prance
- Moquilea velata (Cuatrec.) Sothers & Prance
- Moquilea veneralensis (Cuatrec.) Sothers & Prance

Selon Tropicos (15 février 2022) (NB : liste contenant potentiellement des synonymes) :
- Moquilea angustata (Prance) Sothers & Prance, 2016
- Moquilea anneae (Prance) Sothers & Prance, 2016
- Moquilea araneosa (Taub.) Sothers & Prance, 2016
- Moquilea aubletiana Blume, 1852 [1856]
- Moquilea belloi (Prance) Sothers & Prance, 2016
- Moquilea boliviensis (Prance) Sothers & Prance, 2016
- Moquilea bothynophylla (Mart.) Hook. f., 1867
- Moquilea bracteosa (Benth.) Walp., 1843
- Moquilea brittoniana (Fritsch) Sothers & Prance, 2016
- Moquilea cabrerae (Prance) Sothers & Prance, 2016
- Moquilea canomensis Mart., 1826 [1827]
- Moquilea cariae (Cardozo) Sothers & Prance, 2016
- Moquilea cecidiophora (Prance) Sothers & Prance, 2016
- Moquilea celiae (Prance) Sothers & Prance, 2016
- Moquilea chiriquiensis (Prance) Sothers & Prance, 2016
- Moquilea chocoensis (Cuatrec.) Sothers & Prance, 2016
- Moquilea chrysocalyx Poepp., 1845
- Moquilea comosa (Benth.) Walp., 1843
- Moquilea corniculata (Prance) Sothers & Prance, 2016
- Moquilea couepia Steud., 1841
- Moquilea cuspidata Rusby, 1920
- Moquilea dodsonii (Prance) Sothers & Prance, 2016
- Moquilea durifolia (Cuatrec.) Sothers & Prance, 2016
- Moquilea egleri (Prance) Sothers & Prance, 2016
- Moquilea elata Pilg., 1914
- Moquilea eliti (Mart. & Zucc.) Walp., 1843
- Moquilea espinae (Prance) Sothers & Prance, 2016
- Moquilea fasciculata (Prance) Sothers & Prance, 2016
- Moquilea filomenoi (Prance) Sothers & Prance, 2016
- Moquilea floribunda (Benth.) Hook. f., 1867
- Moquilea fritschii (Prance) Sothers & Prance, 2016
- Moquilea gardneri Hook. f., 1867
- Moquilea gentryi (Prance) Sothers & Prance, 2016
- Moquilea glandulosa (Miq.) Walp., 1852
- Moquilea gonzalezii (Miranda) Sothers & Prance, 2016
- Moquilea grandibracteata (Prance) Sothers & Prance, 2016
- Moquilea grandiflora Mart. & Zucc., 1832
- Moquilea guatemalensis (Lundell) Sothers & Prance, 2016
- Moquilea guianensis Aubl., 1775
- Moquilea hedbergii (Prance) Sothers & Prance, 2016
- Moquilea humilis (Cham. & Schltdl.) Hook. f., 1867
- Moquilea hypoleuca (Miq.) B.D. Jacks., 1894
- Moquilea hypoleuca Miq., 1847 [1846]
- Moquilea imbaimadaiensis (Prance) Sothers & Prance, 2016
- Moquilea inaequalis Poepp. ex Fritsch, 1890
- Moquilea jaramilloi (Prance) Sothers & Prance, 2016
- Moquilea kallunkiae (Prance) Sothers & Prance, 2016
- Moquilea klugii (Prance) Sothers & Prance, 2016
- Moquilea kunthiana Zucc., 1832
- Moquilea kuntzeana (Urb.) R.O. Williams, 1932
- Moquilea leucosepala (Griseb.) R.O. Williams, 1932
- Moquilea licaniiflora Sagot, 1883
- Moquilea longicuspidata (Prance) Sothers & Prance, 2016
- Moquilea longipedicellata (Ducke) Sothers & Prance, 2016
- Moquilea longipetala (Prance) Sothers & Prance, 2016
- Moquilea longistyla Hook. f., 1867
- Moquilea macrocarpa Pittier, 1938
- Moquilea macrocarpa (Cuatrec.) Sothers & Prance, 2016
- Moquilea magnifruta Sothers & Prance, 2019
- Moquilea maranhensis (Prance) Sothers & Prance, 2016
- Moquilea maritima (Prance) Sothers & Prance, 2016
- Moquilea mattogrossensis (Pilg.) Malme, 1930
- Moquilea megalophylla (Prance) Sothers & Prance, 2016
- Moquilea minutiflora Sagot, 1883
- Moquilea montana (Prance) Sothers & Prance, 2016
- Moquilea multiflora (Benth.) Walp., 1843
- Moquilea organensis Miers, 1879
- Moquilea orinocensis Rusby, 1920
- Moquilea palcazuensis (Prance) Sothers & Prance, 2016
- Moquilea pallida Hook. f., 1867
- Moquilea paraensis Mart. & Zucc., 1832
- Moquilea parillo (DC.) Steud., 1841
- Moquilea parviflora Blume, 1852 [1856]
- Moquilea pendula (Benth.) Hook. f., 1867
- Moquilea platypus Hemsl., 1878
- Moquilea pyrifolia (Griseb.) R.O. Williams, 1932
- Moquilea riparia Gleason, 1935
- Moquilea rufa Barb. Rodr., 1895
- Moquilea salicifolia (Cuatrec.) Sothers & Prance, 2016
- Moquilea salzmannii Hook. f., 1867
- Moquilea sclerophylla Hook. f., 1867
- Moquilea silvatica (Glaz. ex Prance) Sothers & Prance, 2016
- Moquilea sprucei Hook. f., 1867
- Moquilea steudeliana Miq. ex Walp., 1852
- Moquilea subarachnophylla (Cuatrec.) Sothers & Prance, 2016
- Moquilea tachirensis (Prance) Sothers & Prance, 2016
- Moquilea tambopatensis (Prance) Sothers & Prance, 2016
- Moquilea tomentosa Benth., 1840
- Moquilea turbinata (Benth.) Hook. f., 1867
- Moquilea turiuva (Cham. & Schltdl.) Hook. f., 1867
- Moquilea uiti Mart. & Zucc., 1832
- Moquilea unguiculata (Prance) Sothers & Prance, 2016
- Moquilea utilis Hook. f., 1867
- Moquilea vasquezii (Prance) Sothers & Prance, 2016
- Moquilea velata (Cuatrec.) Sothers & Prance, 2016
- Moquilea veneralensis (Cuatrec.) Sothers & Prance, 2016